# Cryptoperla meo
Cryptoperla meo är en bäcksländeart som beskrevs av Bill P.Stark 1989. Cryptoperla meo ingår i släktet Cryptoperla och familjen Peltoperlidae. Inga underarter finns listade i Catalogue of Life.